# Његов последњи подвиг (приповетка)
„Његов последњи подвиг: Ратна служба Шерлока Холмса” (енгл. His Last Bow: The War Service of Sherlock Holmes), или само „Његов последњи подвиг”, једна је од 56 приповедака о Шерлоку Холмсу које је написао Артур Конан Дојл. Први пут је објављена у септембру 1917. у часопису The Strand Magazine и укључена је као последња приповетка у антологији од осам прича под насловом Његов последњи подвиг следећег месеца. Приповедање је у трећем лицу, уместо нарације у првом лицу коју обично пружа лик доктора Вотсона, а ова приповетка је такође шпијунска прича, а не детективска мистерија. Због приказа британских и немачких шпијуна уочи рата, објављивања током Првог светског рата и патриотских тема, прича је протумачена као пропагандно средство намењено подизању морала британских читалаца.

## Радња
Уочи Првог светског рата, немачки агент Фон Борк се спрема да напусти Енглеску са својом огромном колекцијом обавештајних података, прикупљених током четворогодишњег периода. Његова сурпруга и домаћинство су већ отишли из Херича у Флешинг у Холандији, остављајући само њега и његову старију енглеску помоћницу. Фон Борков сарадник, Барон фон Херлинг, дипломата из немачке амбасаде, импресиониран је стицањем виталних британских војних тајни, и каже Фон Борку да ће га у Берлину примити као хероја. Фон Борк каже да чека последњу трансакцију са својим ирско-америчким обавештајцем, Алтамонтом, који ће ускоро стићи са вредним благом: поморским сигналима.
Фон Херлинг одлази непосредно пре Алтамонтовог доласка. Фон Боркова домаћица је угасила светло и повукла се. Алтамонт показује Фон Борку пакет. Алтамонт омаловажава Фон Борков сеф, али Фон Борк с поносом каже да га његова конструкција и двострука брава са комбинацијом чине непробојним. Он говори Алтамонту да је комбинација „август 1914”. Алтамонт је, помињући случајеве у којима је неколико немачких доушника завршило у затвору, неповерљив према Фон Борку и одбија да достави поморске шифре док не добије исплату. Фон Борк одбија да плати док не испита Алтамонтове обавештајне податке.
Алтамонт му предаје пакет, а Фон Борк открива да је то заправо књига под називом Практични приручник пчелиње културе, а не оно што је очекивао. Још мање очекивана је крпа натопљена хлороформом коју му Алтамонт држи у лицу тренутак касније. Алтамонт је заправо прерушени Шерлок Холмс, а шофер који га је довео је доктор Вотсон. Холмс је заправо одговоран за затворене агенте о којима је „Алтамонт” говорио, а они су такође снабдели Немце потпуно неповерљивим обавештајним подацима. Холмс се повукао из детективског посла и проводио је дане бавећи се пчеларством на селу, али се вратио након што су га посетили министар спољних послова и премијер. Холмс је на овом случају већ две године и он га је одвео у Чикаго, Бафало и Ирску, где је научио да игра улогу огорченог ирског Американца, чак и стекавши акредитиве члана тајног друштва. Он је идентификовао цурење информација кроз које су британске тајне стизале до Немаца, а затим је кренуо да ухапси и саме агенте који су примали поруке. Домаћица је била један од Холмсових агената: светло које је угасила било је сигнал Холмсу и Вотсону.
Холмс и Вотсон доводе Фон Борка и доказе у Скотланд Јард. Позивајући се на предстојећи рат, Холмс каже: „Долази источни ветар, Вотсоне.” Вотсон погрешно тумачи значење речи и одговара: „Не мислим тако, Холмсе. Веома је топло”, на шта Холмс одговара:
„Добри стари Вотсоне! Ти си једина фиксна тачка у овом променљивом добу. Источни ветар долази свеједно, такав ветар какав још увек није дувао у Енглеској. Биће хладно и горко, Вотсоне, и многи од нас ће можда увенути пре него што прохуји. Али то је свеједно Божји ветар, а зеленија, боља, јача земља лежаће под сунцем када се олуја рашчисти.”

## Историја објављивања
Приповетка је објављена у британском часопису The Strand Magazine у септембру 1917, као и у америчком часопису Collier's истог месеца. Прича је објављена са три илустрације Алфреда Гилберта (најпознатијег као вајара Меморијалне фонтане Шефтсбери) у часопису The Strand, као и са пет илустрација Фредерика Дора Стила у часопису Collier's. Уврштена је у збирку кратких прича Његов последњи подвиг, која је објављена у Уједињеном Краљевству и САД у октобру 1917. године.

## Наслеђе
Ова приповетка је хронолошки последња прича о Холмсу. Архива Шерлока Холмса, смештена пре ове приче, објављена је касније.
Холмсов патриотски одломак је нашироко цитиран, а касније је коришћен у последњој сцени филма Шерлок Холмс и глас страха (1942), који је лабаво заснован на овој приповеци, иако је смештен током Другог светског рата.
Догађаји који су довели до и након ове приче су описани у роману Шерлок Холмс и железнички манијак, који је написао Бари Робертс. Крај романа Николаса Мајера из 1993, The Canary Trainer, повезује се са овом приповетком, при чему су Едвард Греј и Херберт Хенри Асквит пришли Холмсу, захтевајући да изађе из пензије како би истражио човека по имену Фон Борк. Десет година иза Улице Бејкер Кеја Ван Еша смештен је током Холмсове тајне потраге за Фон Борком; говори како дели своје време између свог задатка против шпијунаже и потраге за сер Денисом Најландом Смитом, за кога се верује да га је киднаповао Фу Манчу; тако, Ван Еш комбинује светове које су створили Конан Дојл и Сакс Ромер .
Прича је настављена у роману Роберта Рајана из 2015, Студија о убиству, трећем у његовом детективском серијалу „Др Вотсон”, у којој Фон Борк мучи доктора Вотсона, сада ратног заробљеника у Немачкој, и организује његову размену за Шерлока Холмса да би могао да изврши своју освету.
Питер Браун је написао: „Свако ко има било какво знање или искуство о стварном обавештајном раду није могао да избегне уздах ужаса због онога што Шерлок Холмс ради у 'Његовом последњем подвигу'. Пошто је стрпљивим напорним радом утврдио своје акредитиве са Немцима и био у савршеној позицији да их снабде лажним информацијама до краја рата, Холмс без икаквог разлога разоткрије своју маску и уништи све. Зашто, забога? Зашто? Како бих волео да могу да посегнем у ту собу и викнем на Холмса: 'Стани! Шта радиш? Јеси ли луд?'. Авај, ова прича са својом монументалном грешком мора да остане заувек таква каква јесте. Конан Дојл је имао широко знање о многим темама − очигледно, обавештајни рад није био један од њих. У Енглеској 1916. су постојали неки људи са којима је могао профитабилно да се консултује о тој теми”.

## Адаптације

### Филм и телевизија
Кратки неми филм заснован на причи објављен је 1923. године, као део филмског серијала о Шерлоку Холмсу у коме су глумили Еје Норвуд као Холмс и Хјуберт Вилис као Вотсон.
Једна епизода анимиране телевизијске серије Шерлок Холмс у 22. веку заснована је на овој причи. Епизода под називом „Тајни сеф” емитована је 2001. године.

### Радио
Едит Мејзер је драматизовала ову причу као епизоду америчке радио-серије Авантуре Шерлока Холмса. Епизода је емитована 12. октобра 1932. са Ричардом Гордоном у улози Шерлока Холмса и Лијем Ловелом као др Вотсоном.
Причу је за BBC радио 1969. адаптирао Мајкл Хардвик, као део радио серије из 1952–1969, у којој су глумили Карлтон Хобс као Холмс и Норман Шели као Вотсон.
Приповетка је драматизована за BBC Radio 4 током 1994. године од стране Берта Кулса као део радио-серије из 1989–1998. у којој су глумили Клајв Мерисон као Холмс и Мајкл Вилијамс као Вотсон. Поред њих су се појавили Норман Родвеј као Стамфорд, Мајкл Кокрејн као капетан Кел и Престон Локвуд као Херберт Хенри Асквит.
Године 2015, прича је адаптирана као епизода Класичних авантура Шерлока Холмса, серије у америчкој радио-емисији Imagination Theatre, са Џоном Патриком Лоуријем као Холмсом и Лоренсом Албертом као Вотсоном.